# Campeonato Mundial de Biatlón de 1982
El XX Campeonato Mundial de Biatlón se celebró en Minsk (Unión Soviética) entre el 10 y el 14 de febrero de 1982 bajo la organización de la Unión Internacional de Biatlón (IBU) y la Federación Soviética de Biatlón. 

## Resultados

### Masculino
| Evento                     | Oro                                                          | Plata                                                                  | Bronce                                                                   |
| -------------------------- | ------------------------------------------------------------ | ---------------------------------------------------------------------- | ------------------------------------------------------------------------ |
| 10 km velocidad (13.02)    | Eirik Kvalfoss · Noruega · 33:03,2                           | Frank Ullrich RDA 33:09,1                                              | Vladimir Alikin URSS 33:21,5                                             |
| 20 km individual (10.02)   | Frank Ullrich RDA 1:07:17,0                                  | Eirik Kvalfoss · Noruega · 1:07:50,3                                   | Terje Krokstad · Noruega · 1:10:48,6                                     |
| Relevos 4 × 7,5 km (14.02) | RDA Frank Ullrich Mathias Jung Matthias Jacob Bernd Hellmich | Noruega · Eirik Kvalfoss · Kjell Søbak · Odd Lirhus · Rolf Storsveen · | URSS Vladimir Alikin Anatoli Aliabiev Vladimir Barnashov Viktor Semionov |

## Medallero
| Núm. | País    | Oro | Plata | Bronce | Total |
| ---- | ------- | --- | ----- | ------ | ----- |
| 1    | RDA     | 2   | 1     | 0      | 3     |
| 2    | Noruega | 1   | 2     | 1      | 4     |
| 3    | URSS    | 0   | 0     | 2      | 2     |
|      | TOTAL   | 3   | 3     | 3      | 9     |